# Manuel Gomes da Costa
Manuel de Oliveira Gomes da Costa (Lisboa, Portugal, 14 de enero de 1863 - íd., 17 de diciembre de 1929), oficial del ejército y político portugués, décimo presidente de la República Portuguesa y segundo de la etapa conocida como Dictadura Nacional.

## Biografía
Como militar, destacó en las campañas de pacificación de las colonias, en África y en la India, y en la I Guerra Mundial. Como político, fue el líder que la derecha conservadora encontró para liderar la Revolución del 28 de mayo de 1926, con comienzo en Braga (esto tras la muerte del general Alves Roçadas, que debería haber sido su jefe). No asumió en un principio el poder, que fue confiado a Mendes Cabeçadas, el líder de la revolución en Lisboa; juzgando los revolucionarios la actitud de este algo débil, Gomes da Costa sería llamado, tras sucesivas reuniones conspirativas mantenidas en el cuartel general de Sacavém, a tomar el poder, tras un golpe ocurrido el 17 de junio de 1926. Sin embargo, su gobierno no duró mucho más que el de Mendes Cabeçadas; el 9 de julio del mismo año, una nueva contrarrevolución liderada por el general Óscar Carmona derribó a Gomes da Costa.
Carmona, ahora presidente del Consejo de Ministros, lo envió al exilio en las Azores y lo hizo mariscal del ejército portugués. En septiembre de 1927 regresó a la metrópoli, falleciendo en condiciones miserables dos años después.